# Manuela (film)
Manuela è un film drammatico del 1957 diretto da Guy Hamilton e interpretato da Trevor Howard e Elsa Martinelli.
È stato presentato in concorso alla 7ª edizione del Festival di Berlino e nel 1958 Trevor Howard ha ottenuto una candidatura ai premi BAFTA come miglior attore britannico.

## Trama
James Prothero è il maturo capitano di una nave da carico, risoluto e modello di autocontrollo quando si tratta del sesso debole. Così, quando il suo primo ufficiale Mario fa salire a bordo in modo clandestino Manuela, le comunica con severità che sarà fatta scendere dalla nave alla prima occasione. Non ci vorrà molto però prima che Prothero ceda al fascino della bella passeggera.

## Distribuzione
Dopo l'anteprima al Festival di Berlino, il film è stato distribuito nel Regno Unito a partire dal 18 luglio 1957.

### Date di uscita
- Regno Unito (Manuela) - 18 luglio 1957
- USA (Stowaway Girl) - 5 novembre 1957
- Svezia (Manuela) - 18 novembre 1957
- Germania Ovest (Manuela) - 6 dicembre 1957
- Finlandia (Manuela) - 28 dicembre 1957
- Francia (Manuela) - 3 gennaio 1958
- Portogallo (Manuela) - 14 marzo 1958
- Danimarca (Manuela - ene kvinde ombord) - 21 maggio 1958